# Mahajamba Usine
Mahajamba Usine is een plaats en commune in het noordwesten van Madagaskar, behorend tot het district Mahajanga II, dat gelegen is in de regio Boeny. Tijdens een volkstelling in 2001 telde de plaats 14.386 inwoners.
Bij de plaats bevindt zich een lokaal vliegveld. De plaats biedt naast lager onderwijs ook middelbaar onderwijs aan. 80 % van de bevolking werkt als landbouwer en 11 % verdient zijn brood als visser. De belangrijkste landbouwproducten zijn rijst en pinda's; andere belangrijke producten zijn bananen en maniok. Verder is 2% actief in de dienstensector en heeft 7% een baan in de industrie.